# Казмірчук Анатолій Петрович
Анато́лій Петро́вич Казмірчу́к  (нар. 26 червня 1970) — український військовий лікар, командувач Медичних сил ЗСУ (з 2023). Колишній начальник військово-медичного клінічного центру «ГВКГ» (2012—2023). Заслужений лікар України, доктор медичних наук, професор, генерал-майор медичної служби.

## Життєпис
Народився 26 червня 1970 року в селі Шевченково Хмільницького району Вінницької області.
У 1993 році закінчив факультет підготовки лікарів для Військово-морського флоту Військово-медичної академії ім. С. М. Кірова (Санкт-Петербург). З 1993 по 1996 рік був слухачем факультету підготовки військових лікарів Української військово-медичної академії. Після закінчення обіймав посаду начальника відділення загальнолікарської допомоги Центрального відділення поліклініки Міністерства оборони України.
З 1997 по 2005 рік — старший ординатор, а з 2005 по 2011 — начальник нефрологічного відділення клініки урології та нефрології Головного військового клінічного госпіталю.
3 липня 2008 року захистив кандидатську дисертацію за темою «Комплексна характеристика первинного гломерулонефриту у військовослужбовців з оцінкою його розповсюдженості, ефективності лікування та прогнозу».
З 2011 по 2012 — провідний терапевт Головного військово-медичного клінічного центру «Головний військовий клінічний госпіталь».
23 липня 2012 року наказом Міністра оборони України № 580 Анатолія Казмірчука призначено начальником Головного військово-медичного клінічного центру «ГВКГ».
6 квітня 2016 року став лауреатом премії Кабінету Міністрів України за розроблення і впровадження інноваційних технологій за роботу «Інноваційний підхід з організації та надання медичної допомоги у гібридній війні».
21 листопада 2017 року захистив докторську дисертацію.
30 грудня 2020 року став лауреатом Державної премії України в галузі науки і техніки.
19 листопада 2023 року став командувачем Медичних сил ЗСУ, замінив на цій посаді Тетяну Остащенко.
8 березня 2023 року мовний омбудсмен склав протокол про адмінпорушення на Казмірчука як керівника Головного військово-клінічного госпіталя за використання госпіталем бланку та штампу недержавною мовою.

## Громадська діяльність
Входить до Поважної ради Громадської ініціативи «Орден святого Пантелеймона».

## Звання
- Генерал-майор медичної служби (2014)[3]

## Нагороди

### Державні
- Орден «За заслуги» II ст. (25 липня 2024) — за вагомий особистий внесок у розвиток військової медицини, мужність, виявлену під час бойових дій, самовіддане виконання службового обов'язку[14]
- Орден «За заслуги» III ст. (22 січня 2022) — за значні особисті заслуги у захисті державного суверенітету та територіальної цілісності України, мужність, виявлену під час бойових дій, зразкове виконання військового і службового обов'язку, багаторічну сумлінну працю[15]
- Орден Богдана Хмельницького III ст. (24 серпня 2022) — за особисту мужність і самовіддані дії, виявлені у захисті державного суверенітету та територіальної цілісності України, вірність військовій присязі[16]
- Орден Данила Галицького (13 червня 2017) — за особисту мужність, виявлену у захисті державного суверенітету та територіальної цілісності України, самовіддане виконання військового обов'язку[17]
- Заслужений лікар України (21 серпня 2015) — за особистий внесок у зміцнення обороноздатності Української держави, мужність, самовідданість і високий професіоналізм, виявлені під час бойових дій та при виконанні службових обов'язків[18]
- Державна премія України в галузі науки і техніки[8]
- Премія Кабінету міністрів України за розробку і впровадження інноваційних технологій[6]

### Міністерства оборони України
- Відзнака міністерства оборони України «Доблесть і честь»
- Відзнака «Знак пошани»
- Медаль «10 років Збройним Силам України»
- Медаль «15 років Збройним Силам України»
- Медаль «За сумлінну службу» I ст.
- Медаль «За сумлінну службу» II ст.

### Релігійні
- Відзнаки Української православної церкви Київського патріархату
  - Орден святого Архистратига Михаїла (2017)[19]
  - Орден святого Юрія Переможця (2016)[20]